# Zaza Tuschmalischvili

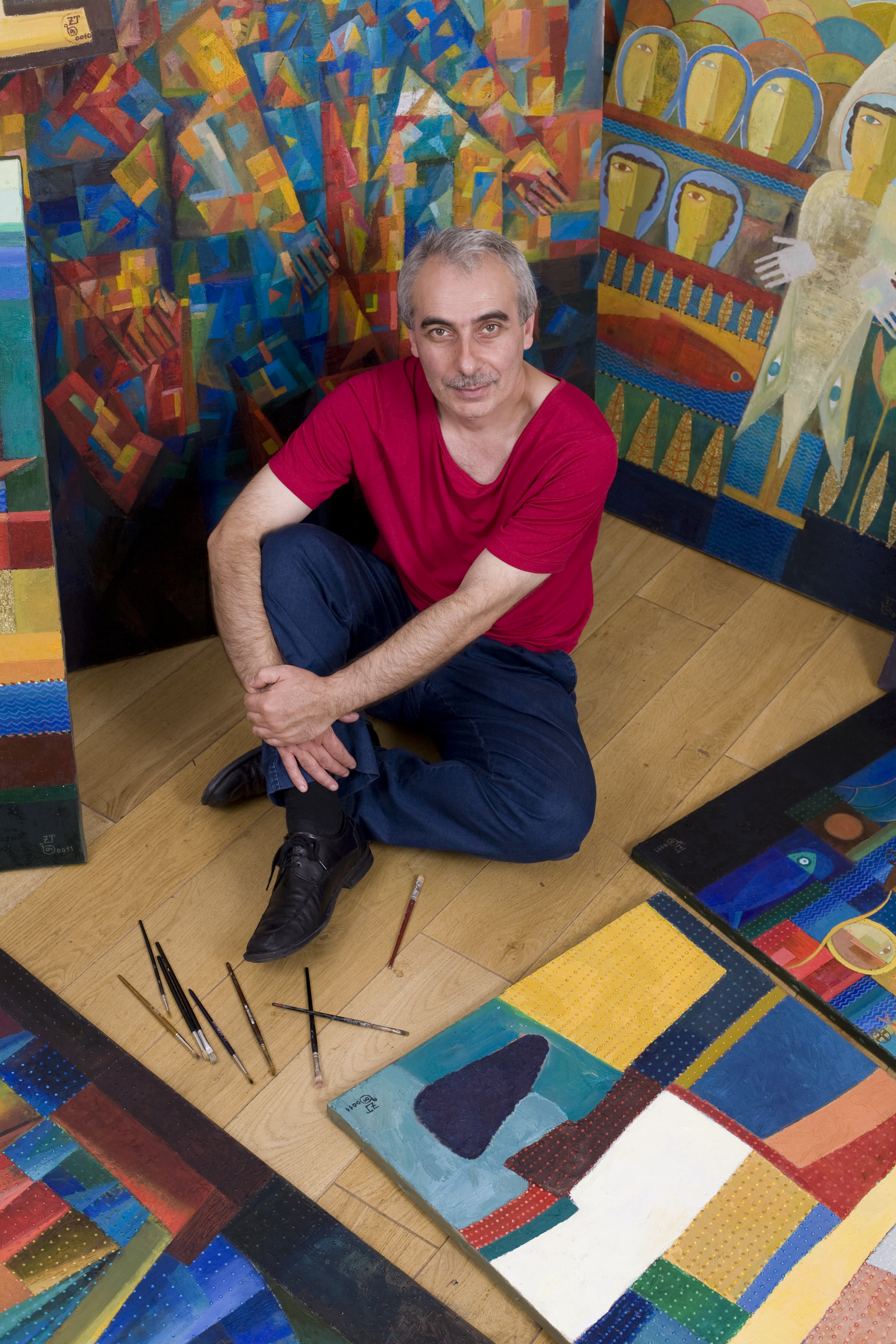
Zaza Tuschmalischvili, 2014

Zaza Tuschmalischvili (georgisch ზაზა თუშმალიშვილი; * 15. Mai 1960 in Skra, Georgische SSR) ist ein georgischer Maler. Seit 1991 lebt und arbeitet er in Berlin.

## Leben
Mit neun Jahren wurde Tuschmalischvili wegen eines Leistenbruches operiert. Im Krankenhaus entdeckte der Maler und Kunstlehrer Nugzari Zhochuaschvili das Talent des Jungen. Daraufhin besuchte Tuschmalischvili die Kunstschule in Gori und wurde von Zhouchuaschvili unterrichtet. Mit 15 Jahren wurde er in die kunsttechnische Schule in Zchinwali, 30 Kilometer von Gori entfernt, aufgenommen.
Nach seinem Abschluss im Jahr 1979 an der kunsttechnischen Schule wurde er für zwei Jahre zum Militärdienst nach Sankt Petersburg (damals Leningrad) eingezogen. Dort nutzte man seine künstlerische Begabung für politische Zwecke. Er erhielt den Auftrag, Slogans und Porträts zu malen, etwa von Stalin und Lenin für den internationalen Tag der Arbeit. Zusätzlich fertigte er auf Wunsch private Porträts an.
Mit 22 Jahren begann er mit einem Stipendium eine Ausbildung in der Akademie der Künste in der georgischen Hauptstadt Tiflis. Er spezialisierte sich auf Fresko-Restaurierungen und studierte Techniken der Restauration mittelalterlicher Wandmalereien. Die Semesterferien in den Jahren 1984 bis 1987 verbrachte er im westgeorgischen Kloster Gelati. Hier war er an der Restaurierung des Apsismosaiks der Gottesmutterkirche beteiligt. Im Jahr 1988 lebte und arbeitete der angehende Restaurator neun Monate lang in der Kirche Ateni Sioni. Hier arbeitete er an seiner Diplomarbeit, einer Kopie des Erzengels Gabriel, einer Wandmalerei aus dem 11. Jahrhundert.
Durch die Perestroika und den Fall der Mauer im Jahr 1989 erfüllte sich für ihn der Traum, in den Westen zu reisen. Im Jahr 1991 kam er nach Berlin, wo er als erstes seine Bilder vor der Humboldt-Universität erfolgreich ausstellte.
Im Jahr 1994 lernte er über sein Bild "Rendezvous" Annilie Hillmer kennen und sie wurde seine Galeristin. In der Folge zeigte sie seine Bilder in ihrem Kunstsalon und auf internationalen Kunstmessen. Im Jahr 1997 gewann er einen Wettbewerb der Neuen Gesellschaft für Bildende Kunst und ein Jahr lang wurde sein 187 × 300 cm großes Bild Harmonie für die Liebe am U-Bahnhof Alexanderplatz gezeigt. Mittlerweile gehört er zu den bekanntesten georgischen Malern.

## Werk
Grundlage seines künstlerischen Schaffens von ist die künstlerische Tradition seiner Heimat Georgien. Er arbeitet mit Elementen des Surrealismus, Expressionismus, Kubismus und der Naiven, daraus ergibt sich eine individuelle Formsprache. Wiederkehrende Symbole in seinen Bildern sind der Fisch, der Baum, die Cherubim und der Stier. Bei seinen Maltechniken wechseln sich Phasen der Ölmalerei mit Aquarell und Tempera ab. In neueren Bildern verwendet er eine Mischtechnik aus Aquarell und Eitempera, teilweise ergänzt durch Bleistift.
Seine Bilder sind geprägt von Lichteffekten. In kubistisch anmutenden Bildcollagen sind es figural gestaltete Farbflecke, die an die Helligkeit und Wärme der Mittelmeerländer erinnern, zu deren Kulturkreis seine georgische Heimat gehört. Häufig auftauchende Themen in seinen Bildern sind Liebe, Kindheit und Spiel.
Tuschmalischvili hat einen Anspruch an seine Arbeit als Künstler wie der georgische Maler Niko Pirosmani. Dieser antwortete auf die Frage, weshalb er – der hochtalentierte Künstler – für Geschäftsleute Schilder male: „Wenn man das Einfache nicht tun will, wie kann man dann das Große schaffen?“. Tuschmalischvili begann seine Karriere ähnlich, indem er Schilder und Porträts für Auftraggeber malte.

### Fresken-Kirchen-Malerei
In Tuschmalischvilis frühen Bildern ist der Bezug zu georgischen Wandmalereien deutlich sichtbar, deren Komposition auf byzantinische und antike griechisch-römische Vorbilder zurückgehen. In Georgien wurden selbst kleinste Dorfkirchen mit Szenen der Christusgeschichte und Heiligenlegenden bemalt. Malmittel wie Eitempera, das in der mittelalterlichen Wandmalerei verwendet wurde, findet man auch in Tuschmalischvilis Werk.
Häufige Themen und Motive sind Himmel bzw. das Paradies, Erzengel, Cherubim oder ein König, der das Modell einer Kirche in der Hand hält. Seine Gestalten ähneln den Heiligengestalten des georgischen Mittelalters. Oft sind seine Gestalten „einäugig“, eine Gesichtshälfte reicht aus, um sie zu charakterisieren. Er kopiert nicht Vorbilder, sondern übersetzt Figuren und Motive in seine Formsache mit eigener Farbgebung. Dabei wird deutlich, dass er als Restaurator in den Höhlenklöstern von David Garedsha aus dem 9. bis 12. Jahrhundert gearbeitet hat, da er ähnliche Farbpaletten verwendet: Roter und gelber Ocker, Grün und Blau, wobei das Blau im georgischen Mittelalter als teurer, importierter Farbstoff spärlich eingesetzt wurde. Wie in den Malereien von Dawit Garedscha wirkt seine Bildgestaltung monumental. Gleichzeitig findet man in seinen Bildern, die teppichartig gegliedert sind, Anklänge an die Volkskunst und Wandmalerei der georgischen Hochgebirgsregion Svanetien.

### Veränderungen in Zazas Tuschmalischvilis Werk
Wie die Maler der russischen Avantgarde des frühen 20. Jahrhunderts, Natalija Sergejewna GontscharowaNatalija und Wassily Kandinsky, findet Tuschmalischvili durch die Rückbesinnung auf die Volkskunst einen Zugang zur Moderne und eine Befreiung vom Pathos des sozialistischen Realismus an der Kunstakademie. Die Tendenz zur Abstraktion und die Freiheit von politischer Apologie sind in diesem Zusammenhang als Teil des stummen Protestes der damals aufstrebenden Künstlergeneration zu sehen. Diese Tendenzen entfalten sich wesentlich später, in den frühen Berliner Jahren, zur vollen Blüte und leiten eine Entwicklung ein, die in dieser Form bis heute fortdauert.
Mitte der 1990er Jahre wird seine Bildstruktur tektonischer, der erzählerische Detailreichtum verschwindet zugunsten einer konsequenten Komposition. Anstelle des perspektivischen Raumes und der dreidimensional wirkenden Form tritt die Bildtiefe durch Überlagerung einzelner Flächen, eine Tendenz zur Rhythmisierung setzt ein. Die „georgische Thematik“, die da und dort noch aufleuchtet, ist nur noch Ausgangspunkt für ein freies Spiel der Möglichkeiten, das kompositorisch entwickelt wird. Obwohl der Künstler nach wie vor mit leuchtenden Grundfarben arbeitet, wird dieses Kolorit „tektonischen Strukturen“ unterworfen.
Ab dem Jahr 2004 erfolgt eine Anpassung auf prismatische Weise, die Kompositionen werden transparenter. In einigen Arbeiten begnügt sich der Maler mit farblich akzentuierten Rändern, die sich voneinander abheben und transparente Durchsichten ermöglichen, was an die Glasmalerei des Bauhauses erinnert. Neuere Arbeiten erinnern an Glasfenster gotischer Kathedralen. Auf künstlerischem Weg vollzieht Tuschmalischvili hier eine Synthese zwischen den Fresken Georgiens, die als imaginäre Fenster das Gemäuer der Kirchenbauten auflösen und den Glaskunstwerken des Mittelalters. Er beschränkt sich auf Mittel der Malerei und lässt die Bedeutungsinhalte seiner Bilder offen.

## Ausstellungen
- 1989–1991 Tiflis, Moskau
- 1992 Berlin, Epiphanienkirche
- 1992 Berlin, Galerie Frankenstein
- 1994 Berlin, Kunstsalon Art of Georgia, Liebe
- 1995 Berlin, Kunstsalon Art of Georgia, Traum
- 1995 Göteborg/Schweden, Georgische Kulturtage, Kärlek – Georgiska insikter
- 1995 Berlin, Akademie der Künste, Filmdokumentation Die russische Stadt
- 1996 Zürich/Schweiz, Georgische Kulturtage
- 1996 Berlin, Kunstsalon Art of Georgia, Glücksengel
- 1997 Berlin, Kunstsalon Art of Georgia, Kindheit
- 1997 Berlin, Wettbewerbsgewinn der NGBK Privat – Kunst statt Werbung, U-Bahnhof Galerie Berlin-Alexanderplatz
- 1998 Berlin, Kunstsalon Art of Georgia, Frühling
- 1998 Berlin, Haus der russischen Kultur Impressionen
- 1998 Berlin, Baden-Baden, L.A. Gallery Spiel
- 1999 Berlin, Kunstsalon Art of Georgia, Frühling
- 1999 Berlin, L.A. Gallery + Hamburg, Deichtorhallen, D’Art Contemporain
- 1999 Brüssel, D’Art Contemporain
- 2000 Berlin, Kunstsalon Art of Georgia, Frühling,
- 2000 Berlin, Schlossplatz, „D’Art Contemporain“
- 2001 Berlin, Kunstsalon Art of Georgia, Frühling
- 2001 Strasbourg/Frankreich, Start
- 2001 Genf, Europarat
- 2001 Kronberg, Georgische Kulturtage + Marbella / Spanien, Mac 21
- 2002 Berlin, Kunstsalon Art of Georgia, Frühling
- 2002 Paris, Salon International d’Art Contemporain du Sud

- 2003 Berlin, Galerie Kurfürstendamm
- 2003 Gent/Belgien, Lineart
- 2003 Salzburg, Kunstmesse
- 2003 Rotterdam, Kunstmesse Ahoy
- 2004 Berlin, Galerie Kurfürstendamm
- 2004 Berlin, ZwischenWelten – 48 Stunden Neukölln
- 2004 Salzburg, Kunstmesse

- 2005 Potsdam, Brandenburgische Kunstmesse
- 2005 Salzburg, Kunstmesse
- 2005 Dublin, Art Fair
- 2006 Kommunale Galerie Wilmersdorf/Charlottenburg und Werkstatt der Kulturen, Ausstellung und Film-Premiere Georgische Impressionen
- 2006 Salzburg, Kunstmesse
- 2006 London, The Great Art Fair
- 2006 Dublin, Mill Cove
- 2006 Hallward Gallery
- 2007 Berlin, Georgia Berlin Galerie, Eröffnung, Spiel
- 2007 Salzburg, Kunstmesse
- 2007 Dublin, Mill Cove + Hallward Gallery
- 2008 Berlin, Georgia Berlin Galerie, Kindheitserinnerungen und Traumwelten
- 2008 Dublin, Mill Cove + Hallward Gallery
- 2009 Berlin, Georgia Berlin Galerie, Georgische Kulturtage
- 2009 Dublin, Mill Cove + Hallward Gallery
- 2010 Berlin, Georgia Berlin Galerie, Sehnsucht
- 2011 Berlin, Georgia Berlin Galerie, Georgische Kulturtage, Impressionen
- 2011 Berlin, ART 1900 Im Stil der 20er Jahre
- 2007–2017 Berlin, Georgia Berlin Galerie – Kontinuierliche Ausstellungen

## Dokumentationen und Auszeichnungen
- 1995 Filmdokumentation der Akademie der Künste Berlin Die russische Stadt
- 1997 Ausstellung Berlin –  Alexanderplatz im Rahmen des Wettbewerbs der Neuen Gesellschaft der Bildenden Kunst
- 2000 Art Profil Kunst aus Europa Heft 3 2000 / 6. Jahrgang, Heft 2 2001 / 7. Jahrgang, Heft 5 2003 / 9. Jahrgang, Heft 1 2005 / 11. Jahrgang
- 2001 Dokumentation Georgische (Ein)Sichten 1994 – 1999
- 2006 Georgische Impressionen – Der Maler Z. Tuschmalischvil Film von Zaza Buadze
- 2014 Zaza Tushmalischvili Einsichten Georgien – Berlin / Insights Georgia – Berlin, Hrsg.: Georgia Berlin Galerie